# Sony A

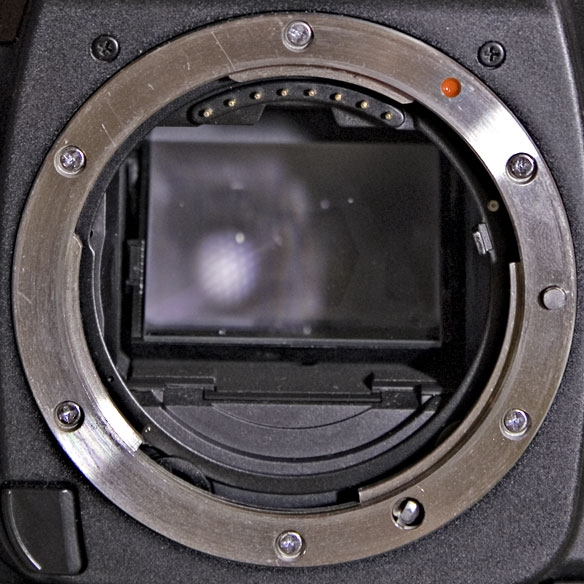
Байонет Minolta A. В верхней части видны контакты, внизу справа на кольце байонета видна «отвёртка» привода автофокуса, справа от контактов внутри байонета виден движок привода диафрагмы

Байонет Sony A (ранее известен как Minolta A) — часть автофокусной системы Minolta AF, нашедшей применение в фотоаппаратах, выпускаемых с 1985 года компанией Minolta, позже — Konica Minolta и в настоящее время — Sony.
Байонет Minolta A обеспечивает электрическую и механическую связь объектива и камеры. Электрические контакты обеспечивают передачу информации о фокусном расстоянии, диафрагме, дистанции фокусировки, уникального идентификатора объектива и электропитание. Механическая связь обеспечивает фокусировку и управление диафрагмой с помощью встроенных в корпус камеры моторов.
Все объективы и камеры с байонетом Minolta A, выпущенные с 1985 года компаниями Minolta, Konica Minolta и Sony, совместимы между собой. Некоторые комбинации объективов и камер имеют определённые ограничения (определенные функции могут быть недоступны).
Современные объективы часто включают в себя последние технологии, применяемые в мировом объективостроении, такие как низкодисперсные оптические элементы, ультразвуковые фокусировочные моторы и т. д.

## Особенности
Байонет Minolta A обеспечивает электрическую и механическую связь объектива и камеры.
Электрическое сопряжение осуществляется с помощью 5- или 8-контактных площадок на объективе и соответствующих им контактов на байонете камеры. В изначально используемой 5-контактной версии обеспечивается передача информации о фокусном расстоянии, диафрагме, уникальном идентификаторе объектива. Позднее были добавлены ещё 3 контакта для обеспечения дополнительного электропитания и передачи дополнительной информации в объективах с функциями D, SSM и auto-zoom. Любое сочетание 8- и 5-контактных камер и объективов работоспособно, однако при использовании 5-контактной камеры часть функций 8-контактных объективов будут недоступны.

Механическое сопряжение необходимо для передачи усилия со встроенных в камеру моторов в объектив для управления диафрагмой и фокусировкой объектива. Существуют также объективы со встроенным ультразвуковым фокусировочным мотором (см. SSM ниже)

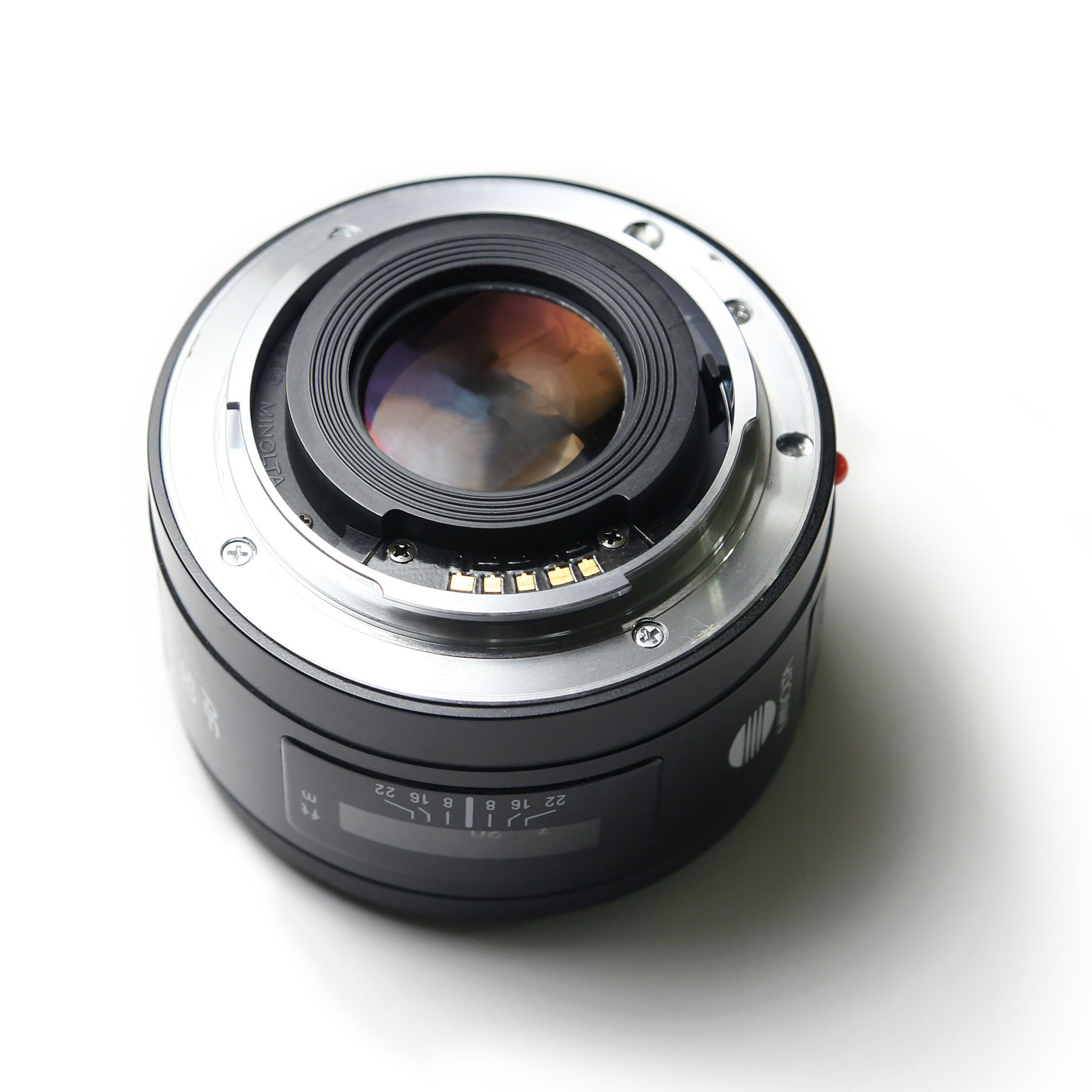
Объектив Minolta 50/1.7, разработанный в 1985 имеет 5 контактов
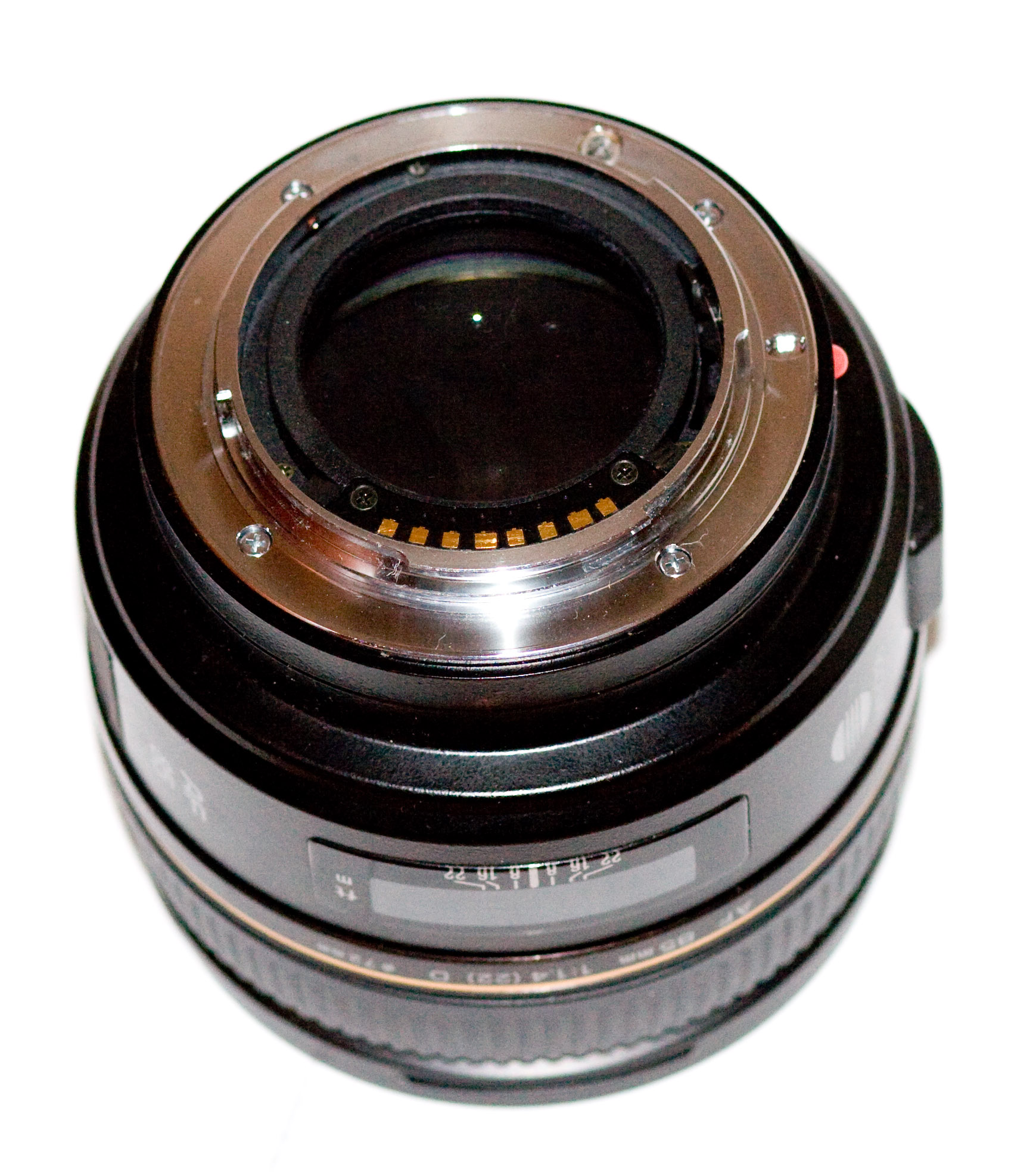
Объектив Minolta 85/1.4 G D, разработанный в 2000 поддерживает функцию D и имеет 8 контактов

## Обозначения
Для обозначения особенностей объектива ему может быть присвоена одна из следующих маркировок:
- APO — Содержит апохроматические элементы для уменьшения хроматических аберраций
- D — «Distance Integration», объектив сообщает камере расстояние до объекта, на который он навёлся. Затем это расстояние учитывается при работе вспышки в режиме ADI. Кроме того, камера Minolta Dynax 7 использовала эту информацию для вычисления текущей ГРИП и выводила эти расчёты на экран[2].
- DT — «Digital Technology», объектив разработан специально для цифровых матриц формата APS-C. Может давать сильное виньетирование на полнокадровых плёночных или цифровых камерах
- G — «G-серия», профессиональные объективы выдающегося оптического и механического качества. На объективах Minolta обозначение G не наносилось собственно на объектив, его можно было увидеть только на коробке, однако на объективе было нанесено кольцо золотистого цвета. Sony стала наносить на некоторые свои объективы G-класса маркировку «G», однако отказалась от золотого кольца[3]. Некоторые объективы Minolta, позднее получившие маркировку G, первоначально её не имели (например, объектив 85/1.4, выпускавшийся с 1987, был заменён на 85/1.4 G в 1993, который был, в свою очередь, обновлён до 85/1.4 G D в 2000). При этом изменялся только внешний вид объектива, в то время как оптическая схема оставалась неизменной — даже не-G-версии демонстрировали превосходное качество.
- SSM — «SuperSonic Motor», встроенный в объектив ультразвуковой мотор, позволяет добиться более быстрой и бесшумной фокусировки.
- STF — «Smooth Transition Focus», объектив содержит особый оптический элемент, благодаря которому переходы между областями в фокусе и не в фокусе отображаются очень плавно. Это позволяет получить боке исключительного качества.
- xi — изменение фокусного расстояния (зум) с помощью встроенного мотора.

#### Совместимость
Любой автофокусный объектив системы Minolta A, выпущенный Minolta, Konica Minolta или Sony может использоваться на любой автофокусной камере этой системы. Однако в зависимости от их комбинации некоторые функции могут быть недоступны:
- DT-объективы не рассчитаны на работу с полнокадровыми камерами, и хотя они могут быть установлены на такие камеры, на снимках будет заметно сильное виньетирование.
- SSM-встроенный ультразвуковой мотор может управляться только цифровыми и плёночными камерами, выпущенными начиная с Dynax 7 (а также Dynax 9 после перепрошивки). При установке на более раннюю камеру будут работать все функции, кроме автофокуса.
- xi-объективы содержат встроенный мотор для изменения фокусного расстояния (зумирования). Эта функция поддерживается на камерах серии «xi» и более поздних. Начиная с камеры 700si эта функция более не поддерживается.

### Версии объективов
Приведённые ниже обозначения применяются пользователями камер системы Minolta AF для различения разных версий объективов. Не все из этих обозначений официально использовались производителем.
- Original — оригинальная версия объектива.
- RS — Restyled (также применяется «New»), косметические изменения, иногда ускорение фокусировки и добавление функции D.
- II — некоторые объективы были более существенно переработаны, они известны как вторая версия.
- Sony — объективы, перевыпущенные под маркой Sony. Некоторые косметические изменения, в частности форма и вид фокусировочного кольца. Бо́льшая часть таких объективов — «перемаркированные» объективы разработки Minolta. Исключение составляют объективы Carl Zeiss, которые были разработаны «с нуля».

## Список объективов
В данных списках представлены объективы, выпускавшиеся компаниями Minolta, Konica Minolta и Sony. Для байонета Minolta A также выпускаются объективы от сторонних производителей, таких как Tamron, Sigma, Tokina.

#### С переменным фокусным расстоянием

##### Minolta/Konica-Minolta
|                    | Фокусное расстояние | Диафрагма | D   | DT  | SSM | G   | APO |
| ------------------ | ------------------- | --------- | --- | --- | --- | --- | --- |
| Minolta 11—18 мм   | 11—18 мм            | 4.5—5.6   | Да  | Да  | Нет | Нет | Нет |
| KM 17—35 мм        | 17—35 мм            | 2.8—4     | Да  | Нет | Нет | Нет | Нет |
| Minolta 17—35 мм   | 17—35 мм            | 3.5       | Нет | Нет | Нет | Да  | Нет |
| Minolta 18—70 мм   | 18—70 мм            | 3.5—5.6   | Да  | Да  | Нет | Нет | Нет |
| Minolta 18—200 мм  | 18—200 мм           | 3.5—6.3   | Да  | Да  | Нет | Нет | Нет |
| Minolta 20—35 мм   | 20—35 мм            | 3.5—4.5   | Нет | Нет | Нет | Нет | Нет |
| Minolta 24—50 мм   | 24—50 мм            | 4         | Нет | Нет | Нет | Нет | Нет |
| Minolta 24—85 мм   | 24—85 мм            | 3.5—4.5   | Нет | Нет | Нет | Нет | Нет |
| Minolta 24—105 мм  | 24—105 мм           | 3.5—4.5   | Нет | Нет | Нет | Нет | Нет |
| Minolta 24—105 мм  | 24—105 мм           | 3.5—4.5   | Да  | Нет | Нет | Нет | Нет |
| Minolta 28—70 мм   | 28—70 мм            | 2.8       | Нет | Нет | Нет | Да  | Нет |
| KM 28—75 мм        | 28—75 мм            | 2.8       | Да  | Нет | Нет | Нет | Нет |
| Minolta 28—80 мм   | 28—80 мм            | 3.5—5.6   | Нет | Нет | Нет | Нет | Нет |
| Minolta 28—80 мм   | 28—80 мм            | 3.5—5.6   | Да  | Нет | Нет | Нет | Нет |
| Minolta 28—80 мм   | 28—80 мм            | 4—5.6     | Нет | Нет | Нет | Нет | Нет |
| Minolta 28—85 мм   | 28—85 мм            | 3.5—4.5   | Нет | Нет | Нет | Нет | Нет |
| Minolta 28—100 мм  | 28—100 мм           | 3.5—5.6   | Да  | Нет | Нет | Нет | Нет |
| Minolta 28—105 мм  | 28—105 мм           | 3.5—4.5   | Нет | Нет | Нет | Нет | Нет |
| Minolta 28—135 мм  | 28—135 мм           | 4—4.5     | Нет | Нет | Нет | Нет | Нет |
| Minolta 35—70 мм   | 35—70 мм            | 3.5—4.5   | Нет | Нет | Нет | Нет | Нет |
| Minolta 35—70 мм   | 35—70 мм            | 4         | Нет | Нет | Нет | Нет | Нет |
| Minolta 35—80 мм   | 35—80 мм            | 4—5.6     | Нет | Нет | Нет | Нет | Нет |
| Minolta 35—105 мм  | 35—105 мм           | 3.5—4.5   | Нет | Нет | Нет | Нет | Нет |
| Minolta 35—200 мм  | 35—200 мм           | 4.5—5.6   | Нет | Нет | Нет | Нет | Нет |
| Minolta 70—200 мм  | 70—200 мм           | 2.8       | Да  | Нет | Да  | Да  | Да  |
| Minolta 70—210 мм  | 70—210 мм           | 3.5—4.5   | Нет | Нет | Нет | Нет | Нет |
| Minolta 70—210 мм  | 70—210 мм           | 4         | Нет | Нет | Нет | Нет | Нет |
| Minolta 70—210 мм  | 70—210 мм           | 4.5—5.6   | Нет | Нет | Нет | Нет | Нет |
| Minolta 75—300 мм  | 75—300 мм           | 4.5—5.6   | Нет | Нет | Нет | Нет | Нет |
| Minolta 75—300 мм  | 75—300 мм           | 4.5—5.6   | Да  | Нет | Нет | Нет | Нет |
| Minolta 80—200 мм  | 80—200 мм           | 2.8       | Нет | Нет | Нет | Нет | Да  |
| Minolta 80—200 мм  | 80—200 мм           | 2.8       | Нет | Нет | Нет | Да  | Да  |
| Minolta 80—200 мм  | 80—200 мм           | 4.5—5.6   | Нет | Нет | Нет | Нет | Нет |
| Minolta 100—200 мм | 100—200 мм          | 4.5       | Нет | Нет | Нет | Нет | Нет |
| Minolta 100—300 мм | 100—300 мм          | 4.5-5.6   | Нет | Нет | Нет | Нет | Нет |
| Minolta 100—300 мм | 100—300 мм          | 4.5-5.6   | Нет | Нет | Нет | Нет | Да  |
| Minolta 100—300 мм | 100—300 мм          | 4.5-5.6   | Да  | Нет | Нет | Нет | Да  |
| Minolta 100—400 мм | 100—400 мм          | 4.5-6.7   | Нет | Нет | Нет | Нет | Да  |

##### Sony/Carl Zeiss
|                     | Фокусное расстояние | Диафрагма | D  | DT  | SSM | G   | APO |
| ------------------- | ------------------- | --------- | -- | --- | --- | --- | --- |
| Sony 11-18 мм       | 11—18 мм            | 4.5—5.6   | Да | Да  | Нет | Нет | Нет |
| Carl Zeiss 16—35 мм | 16—35 мм            | 2.8       | Да | Нет | Да  | Нет | Нет |
| Carl Zeiss 16—80 мм | 16—80 мм            | 3.5—4.5   | Да | Да  | Нет | Нет | Нет |
| Sony 16—105 мм      | 16—105 мм           | 3.5—5.6   | Да | Да  | Нет | Нет | Нет |
| Sony 18—55 мм       | 18—55 мм            | 3.5—5.6   | Да | Да  | Нет | Нет | Нет |
| Sony 18—70 мм       | 18—70 мм            | 3.5—5.6   | Да | Да  | Нет | Нет | Нет |
| Sony 18—200 мм      | 18—200 мм           | 3.5—6.3   | Да | Да  | Нет | Нет | Нет |
| Sony 18—250 мм      | 18—250 мм           | 3.5—6.3   | Да | Да  | Нет | Нет | Нет |
| Carl Zeiss 24—70 мм | 24—70 мм            | 2.8       | Да | Нет | Да  | Нет | Нет |
| Sony 24—105 мм      | 24—105 мм           | 3.5—4.5   | Да | Нет | Нет | Нет | Нет |
| Sony 55—200 мм      | 55—200 мм           | 4—5.6     | Да | Да  | Нет | Нет | Нет |
| Sony 55—200 мм SAM  | 55—200 мм           | 4—5.6     | Да | Да  | Нет | Нет | Нет |
| Sony 70—200 мм      | 70—200 мм           | 2.8       | Да | Нет | Да  | Да  | Да  |
| Sony 70—300 мм      | 70—300 мм           | 4.5—5.6   | Да | Нет | Да  | Да  | Нет |
| Sony 70—400 мм      | 70—400 мм           | 4-5.6     | Да | Нет | Да  | Да  | Нет |
| Sony 75—300 мм      | 75—300 мм           | 4.5—5.6   | Да | Нет | Нет | Нет | Нет |

#### С постоянным фокусным расстоянием
|                       | Фокусное расстояние | Диафрагма | D   | SSM | G   | STF | APO | Macro | DT  |
| --------------------- | ------------------- | --------- | --- | --- | --- | --- | --- | ----- | --- |
| Minolta 1x-3x Macro   |                     | 1.7-2.8   | Нет | Нет | Нет | Нет | Нет | Да    | Нет |
| Minolta 16 мм FishEye | 16 мм               | 2.8       | Нет | Нет | Нет | Нет | Нет | Нет   | Нет |
| Sony 16 мм FishEye    | 16 мм               | 2.8       | Нет | Нет | Нет | Нет | Нет | Нет   | Нет |
| Minolta 20 мм         | 20 мм               | 2.8       | Нет | Нет | Нет | Нет | Нет | Нет   | Нет |
| Sony 20 мм            | 20 мм               | 2.8       | Нет | Нет | Нет | Нет | Нет | Нет   | Нет |
| Carl Zeiss 24 мм      | 24 мм               | 2.0       | Да  | Да  | Да* | Нет | Нет | Нет   | Нет |
| Minolta 24 мм         | 24 мм               | 2.8       | Нет | Нет | Нет | Нет | Нет | Нет   | Нет |
| Minolta 28 мм         | 28 мм               | 2         | Нет | Нет | Нет | Нет | Нет | Нет   | Нет |
| Minolta 28 мм         | 28 мм               | 2.8       | Нет | Нет | Нет | Нет | Нет | Нет   | Нет |
| Sony 28 мм            | 28 мм               | 2.8       | Нет | Нет | Нет | Нет | Нет | Нет   | Нет |
| Sony 30 мм SAM        | 30 мм               | 2.8       | Да  | Нет | Нет | Нет | Нет | Да    | Да  |
| Minolta 35 мм         | 35 мм               | 1.4       | Нет | Нет | Нет | Нет | Нет | Нет   | Нет |
| Minolta 35 мм         | 35 мм               | 1.4       | Нет | Нет | Да  | Нет | Нет | Нет   | Нет |
| Sony 35 мм            | 35 мм               | 1.4       | Да  | Нет | Да  | Нет | Нет | Нет   | Нет |
| Sony 35 мм SAM        | 35 мм               | 1.8       | Да  | Нет | Нет | Нет | Нет | Нет   | Да  |
| Minolta 35 мм         | 35 мм               | 2         | Нет | Нет | Нет | Нет | Нет | Нет   | Нет |
| Minolta 50 мм         | 50 мм               | 1.4       | Нет | Нет | Нет | Нет | Нет | Нет   | Нет |
| Sony 50 мм            | 50 мм               | 1.4       | Да  | Нет | Нет | Нет | Нет | Нет   | Нет |
| Sony 50 мм SAM        | 50 мм               | 1.8       | Да  | Нет | Нет | Нет | Нет | Нет   | Да  |
| Minolta 50 мм         | 50 мм               | 1.7       | Нет | Нет | Нет | Нет | Нет | Нет   | Нет |
| Minolta 50 мм         | 50 мм               | 2.8       | Нет | Нет | Нет | Нет | Нет | Да    | Нет |
| Minolta 50 мм         | 50 мм               | 2.8       | Да  | Нет | Нет | Нет | Нет | Да    | Нет |
| Sony 50 мм            | 50 мм               | 2.8       | Да  | Нет | Нет | Нет | Нет | Да    | Нет |
| Minolta 50 мм         | 50 мм               | 3.5       | Да  | Нет | Нет | Нет | Нет | Да    | Нет |
| Minolta 85 мм         | 85 мм               | 1.4       | Нет | Нет | Нет | Нет | Нет | Нет   | Нет |
| Minolta 85 мм         | 85 мм               | 1.4       | Нет | Нет | Да  | Нет | Нет | Нет   | Нет |
| Minolta 85 мм         | 85 мм               | 1.4       | Да  | Нет | Да  | Нет | Нет | Нет   | Нет |
| Carl Zeiss 85 мм      | 85 мм               | 1.4       | Да  | Нет | Да* | Нет | Нет | Нет   | Нет |
| Sony 85 мм SAM        | 85 мм               | 2.8       | Да  | Нет | Нет | Нет | Нет | Нет   | Нет |
| Minolta 100 мм        | 100 мм              | 2         | Нет | Нет | Нет | Нет | Нет | Нет   | Нет |
| Minolta 100 мм Soft   | 100 мм              | 2.8       | Нет | Нет | Нет | Нет | Нет | Нет   | Нет |
| Minolta 100 мм        | 100 мм              | 2.8       | Нет | Нет | Нет | Нет | Нет | Да    | Нет |
| Minolta 100 мм        | 100 мм              | 2.8       | Да  | Нет | Нет | Нет | Нет | Да    | Нет |
| Sony 100 мм           | 100 мм              | 2.8       | Да  | Нет | Нет | Нет | Нет | Да    | Нет |
| Carl Zeiss 135 мм     | 135 мм              | 1.8       | Да  | Нет | Да* | Нет | Нет | Нет   | Нет |
| Minolta 135 мм        | 135 мм              | 2.8       | Нет | Нет | Нет | Нет | Нет | Нет   | Нет |
| Minolta MF 135 мм STF | 135 мм              | 2.8 (4.5) | Нет | Нет | Нет | Да  | Нет | Нет   | Нет |
| Sony MF 135 мм STF    | 135 мм              | 2.8 (4.5) | Нет | Нет | Нет | Да  | Нет | Нет   | Нет |
| Minolta 200 мм        | 200 мм              | 2.8       | Нет | Нет | Нет | Нет | Да  | Нет   | Нет |
| Minolta 200 мм        | 200 мм              | 2.8       | Нет | Нет | Да  | Нет | Да  | Нет   | Нет |
| Minolta 200 мм        | 200 мм              | 4         | Нет | Нет | Да  | Нет | Да  | Да    | Нет |
| Minolta 300 мм        | 300 мм              | 2.8       | Нет | Нет | Нет | Нет | Да  | Нет   | Нет |
| Minolta 300 мм        | 300 мм              | 2.8       | Нет | Нет | Да  | Нет | Да  | Нет   | Нет |
| Minolta 300 мм        | 300 мм              | 2.8       | Да  | Да  | Да  | Нет | Да  | Нет   | Нет |
| Sony 300 мм           | 300 мм              | 2.8       | Да  | Да  | Да  | Нет | Да  | Нет   | Нет |
| Minolta 300 мм        | 300 мм              | 4         | Нет | Нет | Да  | Нет | Да  | Нет   | Нет |
| Minolta 400 мм        | 400 мм              | 4.5       | Нет | Нет | Да  | Нет | Да  | Нет   | Нет |
| Minolta 500 мм Reflex | 500 мм              | 8         | Нет | Нет | Нет | Нет | Нет | Нет   | Нет |
| Sony 500 мм Reflex    | 500 мм              | 8         | Нет | Нет | Нет | Нет | Нет | Нет   | Нет |
| Minolta 600 мм        | 600 мм              | 4         | Нет | Нет | Нет | Нет | Да  | Нет   | Нет |
| Minolta 600 мм        | 600 мм              | 4         | Нет | Нет | Да  | Нет | Да  | Нет   | Нет |